# Cybocephalus politus
Cybocephalus politus är en skalbaggsart som först beskrevs av Leonard Gyllenhaal 1813.  Cybocephalus politus ingår i släktet Cybocephalus, och familjen glansbaggar. Arten är reproducerande i Sverige.